# جيرالد وارنر بريس
جيرالد وارنر بريس (بالإنجليزية: Gerald Warner Brace)‏ هو كاتب أمريكي، ولد في 24 سبتمبر 1901 في آيسلب في الولايات المتحدة، وتوفي في 20 يوليو 1978 في Blue Hill, Maine ‏ في الولايات المتحدة.